# 卡齐·纳兹鲁·伊斯拉姆
卡齐·纳兹鲁·伊斯拉姆（英語：Kazi Nazrul Islam, 發音：[kazi nozrul islam]，1899年5月24日—1976年8月29日），是孟加拉-印度诗人、作家、音乐家和革命家。他也被誉为孟加拉国的民族诗人。伊斯拉姆创作了一大批诗歌和音乐，其主题包括对法西斯主义的精神反抗、以及宗教奉献。他对政治和社会正义的激进呼吁，为他赢得了“反叛诗人”的称号。伊斯拉姆和他的作品在孟加拉国和印度同样受到纪念和庆祝，特别是在说孟加拉语的西孟加拉邦和特里普拉邦。
伊斯拉姆出生于孟加拉穆斯林家庭，年轻时在当地的一座清真寺里担任宣礼员。当他在与农村戏剧团体莱托尔·达尔工作时，学习了诗歌、戏剧和文学。1917年，他加入了英属印度军。第一次世界大战期间，伊斯拉姆在中东的英属印第军服役（美索不达米亚战役）之后，在加尔各答成为了一名记者。他批评英属印度帝国，并通过诗歌作品呼吁进行革命。在印度独立运动中，因为积极参与民族主义活动，他经常被英国殖民当局监禁。在监狱里，纳兹鲁尔写了《政治囚犯的证词》，其著作极大地激发了东巴基斯坦的孟加拉人参与到孟加拉国解放战争。
伊斯拉姆的著作探讨了爱、自由、人性和革命等主题。他反对一切形式的偏见和原教旨主义，包括宗教、种姓和性。伊斯拉姆被认为是世界上最伟大的革命诗人之一，他写了短篇小说、小说和散文，但最著名的是他的歌曲和诗歌。他开创了新的音乐形式，比如孟加拉古典音乐。1942年，43岁的他开始患上一种未知的疾病，失去了声音和记忆。维也纳的一个医疗小组诊断其为皮克氏病。疾病导致他的健康逐步衰败，迫使他在印度过着与世隔绝地生活。应孟加拉国政府的邀请，他和家人于1972年搬到了达卡。四年后，他于1976年8月29日在孟加拉国去世。